# Jens Ossada
Jens Ossada (* 8. April 1978 in Bernau bei Berlin) ist ein deutscher Maler, Plastiker und Autor.

## Leben
Jens Ossada arbeitet mit einem eigenen Stilmittel, dem thematischen Konstruktivismus, an sozial- und konsumkritischen Konzeptarbeiten mittels Beispiel-Objekten und Modellen für neue Denkstrukturen. Das geschieht meist mittels Materialbildern, Plastiken, Installationen und Texten. Er war Gastkünstler in der Künstlergruppe Querschlag. Nach zahlreichen Einzel- und Gruppenausstellungen in verschiedenen Ländern Europas seit Beginn seines Schaffens 1994 hat er bereits erste Anerkennung erhalten. Jens Ossada lebt und arbeitet im Refugium Ehrenberg in Kriebstein.

## Auszeichnungen
- 2010: Freiberger Kunstförderpreis